# Jag var en vandrare
"Jag var en vandrare" är en visa författad av Beppe Wolgers och komponerad samt framförd av Göran Fristorp från 1978. Året därpå släpptes visan på vinyl under skivbolaget Sonet Grammofon AB.